# ボルボ・CMA

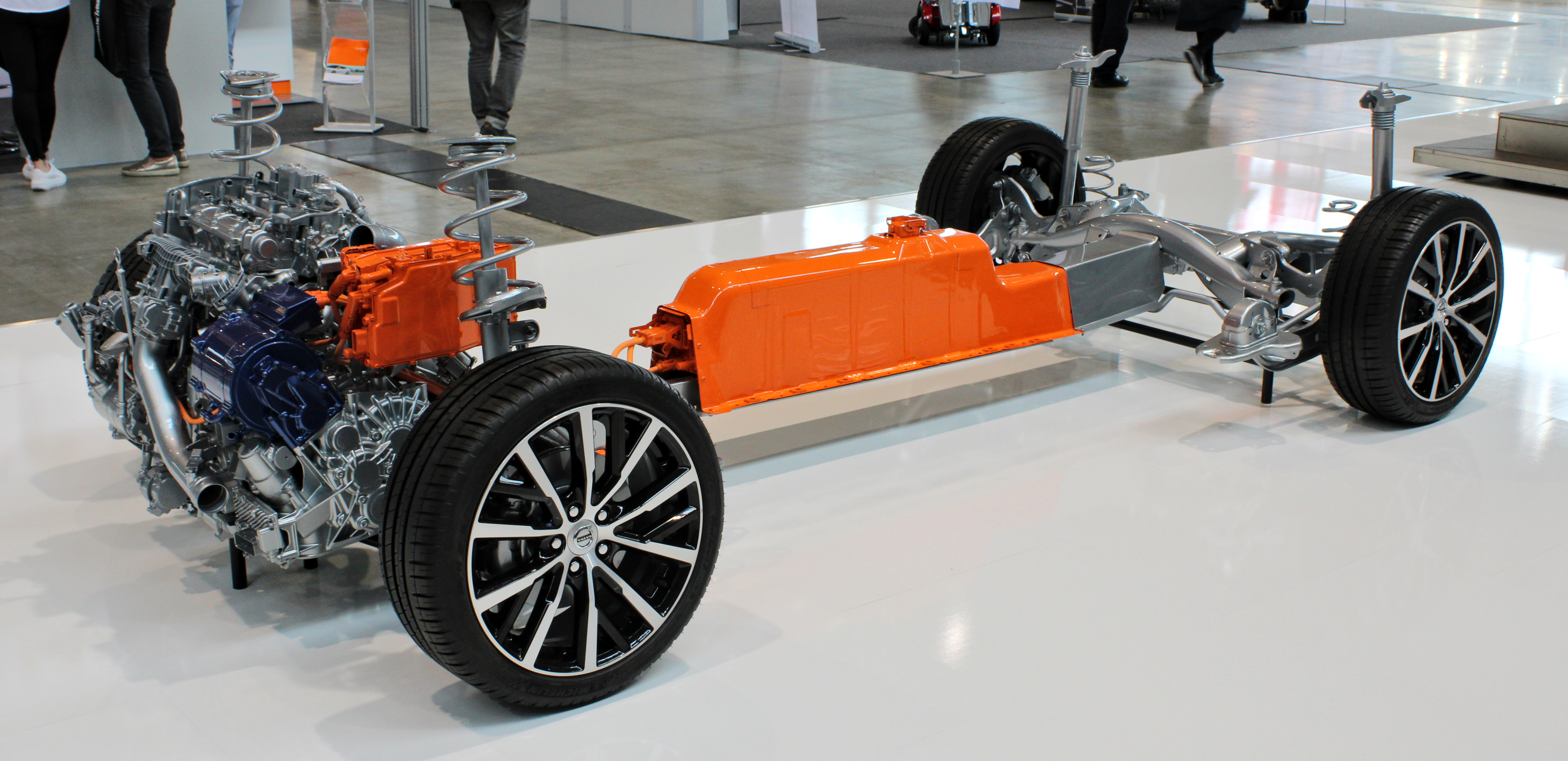
CMA

CMA（Compact Modular Architecture、コンパクト・モジュラー・アーキテクチャ）は、ボルボ・カーズが開発したCセグメント-Dセグメント用のFFとFFベース4WD車用のモジュラープラットフォーム。

## 概要
Dセグメント-Eセグメント向けに開発されたSPA（Scalable Product Architecture、スケーラブル・プロダクト・アーキテクチャ）の下位を担うプラットフォームとして開発されたのがCMAである。
基本的にDrive-eと呼ばれる直列4気筒ガソリン/ディーゼルエンジンとの組み合わせとなり、それらをベースにターボ、ツインターボ、スーパーチャージャー、ハイブリッドと各種の追加デバイスを組み合わせることで車両重量とグレード別動力性能、環境性能への対応を図っており、将来的には総電動化を見据えている点はSPA同様であるが、SPAがモーターをリヤに搭載するのに対し、CMAはフロントに搭載するという違いがある。また、4気筒エンジンの他、直列3気筒ガソリンエンジンにも対応可能としている。
SPAと同様、前輪からアクセルペダルの間隔が固定されている以外その他の全ての寸法を自由に変えられる設計となっている。また、SPAで開発された先進安全技術とインフォテインメントシステムをそのまま移植出来るよう設計されており、先進安全技術を他のXCシリーズと同様に享受出来る。
設計思想としては、フォルクスワーゲンの「MQB（モジュラー・トランスバース・マトリックス）」やルノー＝日産＝三菱アライアンスの「CMF（コモン・モジュール・ファミリー）」、マツダの「SKYACTIV TECHNOLOGY（スカイアクティブ・テクノロジー）」とほぼ同じであるが、トヨタ自動車の「TNGA（トヨタ・ニュー・グローバル・アーキテクチャー）」ならびにダイハツ工業の「DNGA（ダイハツ・ニュー・グローバル・アーキテクチャ）」とはモジュール化の部分以外、やや違った構想である。
なお、CMAは2017年発表のXC40を皮切りに、順次、ボルボ車は勿論、親会社である吉利汽車の車種にも採用していく。

## CMA採用車種
- ボルボ
  - XC40
  - C40

- ポールスター
  - ポールスター・2

- Lynk & Co
  - Lynk&Co 01
  - Lynk&Co 02
  - Lynk&Co 03
  - Lynk&Co 05
  - Lynk&Co 06

- 吉利汽車
  - Xingyue L（星越L）

- ルノー
  - グラン コレオス